# نیکو ده وولف
نیکو ده وولف (هلندی: Nico de Wolf; ۲۷ اکتبر ۱۸۸۷ – ۱۸ ژوئیهٔ ۱۹۶۷) بازیکن فوتبال اهل هلند بود.